# Ives Estates
Ives Estates ist  ein census-designated place (CDP) im Miami-Dade County im US-Bundesstaat Florida. Das U.S. Census Bureau hat bei der Volkszählung 2020 eine Einwohnerzahl von 25.005 ermittelt. 

## Geographie
Ives Estates grenzt im Norden an die Stadt West Park (Broward County) und liegt etwa 15 km nördlich von Miami. Der CDP wird von der Interstate 95 tangiert.

## Demographische Daten
Laut der Volkszählung 2010 verteilten sich die damaligen 19.525 Einwohner auf 8103 Haushalte. Die Bevölkerungsdichte lag bei 2829,7 Einw./km². 40,3 % der Bevölkerung bezeichneten sich als Weiße, 50,0 % als Afroamerikaner, 0,3 % als Indianer und 3,0 % als Asian Americans. 3,0 % gaben die Angehörigkeit zu einer anderen Ethnie und 3,5 % zu mehreren Ethnien an. 27,7 % der Bevölkerung bestand aus Hispanics oder Latinos.
Im Jahr 2010 lebten in 37,2 % aller Haushalte Kinder unter 18 Jahren sowie 23,7 % aller Haushalte Personen mit mindestens 65 Jahren. 66,9 % der Haushalte waren Familienhaushalte (bestehend aus verheirateten Paaren mit oder ohne Nachkommen bzw. einem Elternteil mit Nachkomme). Die durchschnittliche Größe eines Haushalts lag bei 2,65 Personen und die durchschnittliche Familiengröße bei 3,23 Personen.
26,4 % der Bevölkerung waren jünger als 20 Jahre, 29,0 % waren 20 bis 39 Jahre alt, 28,8 % waren 40 bis 59 Jahre alt und 15,9 % waren mindestens 60 Jahre alt. Das mittlere Alter betrug 36 Jahre. 45,6 % der Bevölkerung waren männlich und 54,4 % weiblich.
Das durchschnittliche Jahreseinkommen lag bei 49.647 $, dabei lebten 15,9 % der Bevölkerung unter der Armutsgrenze.
Im Jahr 2000 war Englisch die Muttersprache von 54,26 % der Bevölkerung, spanisch sprachen 24,46 % und 11,28 % hatten eine andere Muttersprache.